# فیوم سیلیکا

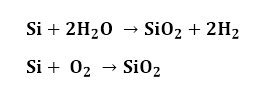
فرمول فوم سیلیکا

فیوم سیلیکا یا اروزیل (به انگلیسی: Silica fume) که همچنین به نام میکرو سیلیس (میکرو سیلیکا) شناخته می‌شود، یک چندریختی از گونهٔ جامد آمورف (غیر کریستالی) از دی‌اکسید سیلیسیم است.
این پودر فوق‌العاده ریز می‌تواند به عنوان یک محصول جانبی از سیلیکون و آلیاژ فروسیلیس تولید شده باشد و متشکل از ذرات کروی با قطر متوسط ۱۵۰ نانومتر است. گاهی با فوم سیلیس اشتباه گرفته می‌شود (همچنین به عنوان سیلیس پیروژنیک، شناخته می‌شود) با این حال، فرایند تولید، خصوصیات ذرات و زمینه‌های استفاده از فوم سیلیکا (سیلیس دفع شده) متفاوت از سیلیکا فوم است.

## تاریخچه
اولین آزمایش سیلیکا فوم در بتنهای سیمانی پرتلند در سال ۱۹۵۲ انجام شد. بزرگ‌ترین اشکال در جستجو در مورد خواص سیلیکا فوم کمبود مواد برای آزمایش بود. در تحقیقات اولیه از افزودنی گران‌قیمت به نام سیلیس فوم، شکل آمورف سیلیس ساخته شده و توسط احتراق تتراکلرید سیلیکون در شعله هیدروژن اکسیژن استفاده شده‌است. از طرف دیگر، سیلیکا فوم، یک ماده پورزولانیک وآمورف بسیار خوب است، محصول جانبی باعث تولید آلیاژهای سیلیکون ابتدایی یا فروسیلیس در کوره‌های قوس الکتریکی می‌شود. قبل از اواخر دهه ۱۹۶۰ در اروپا و اواسط دهه ۱۹۷۰ در ایالات متحده، سیلیکا فوم به راحتی وارد جو می‌شده‌است اما با اجرای قوانین سختگیرانه محیط زیست در اواسط دهه ۱۹۷۰، کارخانه‌های ذوب سیلیکون شروع به جمع‌آوری سیلیکا فوم و جستجوی کاربردهای آن کردند. کارهای اولیه انجام شده در نروژ بیشترین توجه را به خود جلب کردند، زیرا نشان داده بود که بتن‌های سیمانی پرتلند حاوی سیلیکا فوم دارای استحکام بسیار بالا و تخلخل کم هستند. از آن زمان تحقیقات و توسعه در زمینه سیلیکا فوم آن را به یکی از با ارزش‌ترین و همه‌کاره‌ترین ترکیبات جهان برای بتن و محصولات سیمانی تبدیل کرده‌است.

## خواص
فیوم سیلیکا یک ماده بسیار ریز با ذرات کروی با قطرکمتر از ۱ میکرون، که به‌طور متوسط حدود ۰٫۱۵ میکرومتر است. این باعث می‌شود تقریباً ۱۰۰ برابر کوچکتر از ذرات سیمان باشد. چگالی توده ای از سیلیکا فوم بستگی به میزان تراکم در سیلو دارد و از ۱۳۰ (غیرمجاز) تا ۶۰۰ کیلوگرم بر متر مکعب متغیر است. وزن مخصوص سیلیکا فوم عموماً در محدوده ۲٫۲ تا ۲٫۳ است. سطح ویژه ای از سیلیکا فوم را می‌توان با روش BET یا روش جذب نیتروژن اندازه‌گیری کرد. به‌طور معمول از ۱۵۰۰۰ تا ۳۰٬۰۰۰ متر مربع / کیلوگرم متغیر است.

### ترکیبات سیمان: "مقایسه خصوصیات شیمیایی و فیزیکی
"ترکیبات سیمان:"
"مقایسه خصوصیات شیمیایی و فیزیکی"

| سیلیکا فیوم | سرباره سیمان  | آهک خاکستر بادی | سیلیس خاکستر بادی | سیمان پرتلند | ویژگی                |
| 85-97       | 35            | 35              | 52                | 21.9         | SiO2                 |
| -           | 12            | 18              | 23                | 6.9          | Al2O3                |
| 1>          | 40            | 21              | 5                 | 6.3          | CaO                  |
| -           | -             | -               | -                 | 1.7          | SO3                  |
| ۱۵۰۰۰–۳۰۰۰۰ | ۴۰۰           | ۴۲۰             | ۴۲۰               | ۳۷۰          | سطح ویژه(m²/kg)      |
| ۲٫۲۲        | ۲٫۹۴          | ۲٫۶۵            | ۲٫۳۸              | ۳٫۱۵         | دانسیته ویژه         |
| تقویت کننده | جایگزین سیمان | جایگزین سیمان   | جایگزین سیمان     | بایندر اولیه | استفاده عمومی در بتن |

## تولید
سیلیکا فوم یک محصول جانبی است که در کاهش کربوترمیک کوارتز با خلوص بالا با مواد کربنی مانند زغال‌سنگ، کک، تراشه‌های چوبی، در کوره‌های قوس الکتریکی در تولید آلیاژهای سیلیکون و فروسیلیس مؤثر است.

### نام تجاری
فوم سیلیکا را در بازار صنایع شیمیایی با نام اروزیل فسیل می‌شناسند.
فومد‌سیلیکا یا اروزیل فسیل پودری سفیدی است که از حفره‌های سیلیکا تشکیل شده و دارای ویژگی‌هایی نظیر نرمی، حجم‌دهی، صیقل‌دهی و آب‌دوستی است. این ماده با نام علمی Fumed Silica شناخته می‌شود و از حفره‌های نانومتری سیلیکا تشکیل شده است.

## کاربردها
فومد‌سیلیکا یا اروزیل فسیل، به عنوان یک افزودنی مهم در صنایع مختلف استفاده می‌شود. برخی از کاربردهای اصلی آن عبارتند از:
1. صنایع رنگ و رزین: فومد‌سیلیکا به عنوان یک عامل حجم‌دهنده و رقیق‌کننده در تولید رنگ‌ها و رزین‌ها مورد استفاده قرار می‌گیرد. این ماده می‌تواند خواص پراکندگی، ضخامت و ویسکوزیته را بهبود بخشیده و به افزایش کیفیت و عملکرد محصولات کمک کند.
2. صنایع پلاستیک: در تولید پلاستیک‌ها، فومد‌سیلیکا به عنوان یک عامل حجم‌دهنده، تقویت‌کننده و پرکننده مورد استفاده قرار می‌گیرد. این ماده می‌تواند ویژگی‌های فیزیکی و مکانیکی پلاستیک را بهبود بخشیده و مقاومت آن را در برابر خوردگی، حرارت و فشار افزایش دهد.
3. صنایع غذایی: فومد‌سیلیکا در تولید مواد غذایی به عنوان یک عامل جاذب رطوبت و پایدارکننده مورد استفاده قرار می‌گیرد. این ماده می‌تواند عمر مفید محصولات غذایی را افزایش داده و از افت کیفیت آنها جلوگیری کند.
4. صنایع دارویی: فومد‌سیلیکا به عنوان یک جاذب و محافظ در فرآیندهای تولید داروها و محصولات دارویی استفاده می‌شود. این ماده می‌تواند خواص جذب و نگهداری دارو را بهبود بخشیده و کیفیت و کارایی آن را ارتقا دهد.
5. صنایع لاستیک: فومد‌سیلیکا به عنوان یک عامل تقویت‌کننده و جلوگیری‌کننده از آبدریافت در تولید لاستیک‌ها استفاده می‌شود. این ماده می‌تواند مقاومت و انعطاف‌پذیری لاستیک را بهبود بخشیده و عمر مفید آن را افزایش دهد.

به طور کلی، فومد‌سیلیکا به عنوان یک ماده چندمنظوره و با اثرات متعدد، در صنایع مختلف به‌عنوان یک عامل افزودنی حیاتی شناخته می‌شود.

## بتن
به دلیل ظرافت شدید و ترکیبات بالای سیلیس، سیلیکا فوم ماده پوزولانی بسیار مؤثر است. مشخصات استاندارد سیلیکا فوم مورد استفاده در مخلوط‌های سیمانی ASTM C1240، EN 13263 است. سیلیکا فوم برای بهبود خواص آن به ویژه استحکام فشاری، استحکام باند و مقاومت در برابر سایش به بتن سیمان پرتلند اضافه می‌شود. این پیشرفتها در خواص مکانیکی ناشی از افزودن پودر بسیار ریز به مخلوط خمیر سیمان و همچنین واکنش پوزولانی بین سیلیکا فوم و هیدروکسید کلسیم آزاد در خمیر ناشی می‌شود. علاوه بر این افزودن سیلیکا فوم همچنین باعث کاهش نفوذپذیری بتن در برابر یونهای کلرید می‌شود، که از فولاد تقویت کننده بتن در برابر خوردگی محافظت می‌کند، به خصوص در محیط‌های غنی از کلرید مانند مناطق ساحلی و مناطق جاده‌های قاره ای مرطوب و باند فرودگاه‌ها (به دلیل استفاده از نمک‌های گندزدایی) استفاده می‌شود. پیش از اواسط دهه ۱۹۷۰، تقریباً تمام دود سیلیس در جو دفع می‌شد. پس از نگرانی‌های زیست‌محیطی نیاز به جمع‌آوری و دفن زباله سیلیکا فوم ضروری شد واستفاده از سیلیکا فوم در مصارف مختلف، به‌ویژه بتن با کارایی بالا، از نظر اقتصادی مناسب شد.

## کارایی
علاوه بر این با افزودن سیلیکا فوم، کاهش تلفات با زمان به‌طور مستقیم متناسب با افزایش ترکیبات سیلیکا فوم به دلیل قرار دادن سطح بزرگ در مخلوط بتن با افزودن آن است. اگرچه رکود کاهش می‌یابد اما مخلوط بسیار منسجم باقی می‌ماند.

## جداسازی وتخلیه
سیلیکا فوم جداسازی را به میزان قابل توجهی کاهش می‌دهد زیرا آب به تنهایی در خیساندن سطح زیادی از سیلیکا فوم مصرف می‌شود و از این رو آب آزاد باقی مانده در مخلوط برای جداسازی نیز کاهش می‌یابد. سیلیکا فوم منافذ موجود در بتن تازه را نیز مسدود می‌کند، بنابراین آب مجازداخل بتن به سطح نمی‌آید.
سیلیکون کارباید
سیلیکا فوم، به عنوان محصول جانبی، ممکن است برای تولید سیلیکون کارباید مورد استفاده قرار گیرد.